# 7794 Санвіто
7794 Санвіто (7794 Sanvito) — астероїд головного поясу, відкритий 15 січня 1996 року.
Тіссеранів параметр щодо Юпітера — 3,570.